# Pedra Redonda (Porto Alegre)
Pedra Redonda é um bairro nobre da cidade brasileira de Porto Alegre, capital do estado  do Rio Grande do Sul. Foi criado pela Lei 202 de 7 de dezembro de 1959.
Um dos bairros às margens da orla do Guaíba, a Pedra Redonda abriga uma praia homônima. 

## História
Por conta de sua praia, a Pedra Redonda ganhou notoriedade no início do século XX como um dos lugares de lazer e de veraneio dos porto-alegrenses. Nessa época se estabeleceram as primeiras ligações do Centro Histórico da capital com a Zona Sul, então pouco habitada.
A construção de uma extinta estrada de ferro, chamada de Estrada do Riacho, ocorreu em 1912. O único vestígio dessa linha férrea é um pequeno fosso que fora escavado na Vila Conceição, ao lado do Sétimo Céu. Hoje, este pedaço se encontra escondido pela mata e pela ponte que liga a Rua Picasso com a Avenida Wenceslau Escobar, que se torna Avenida Coronel Marcos. Também se implantou um trapiche conectando a antiga estação Ildefonso Pinto, junto ao Mercado Público, com a Pedra Redonda na década de 1920. Os barcos a vapor que faziam o trajeto fluvial se chamavam Bubi e Guaporé, e o trapiche se localizava em frente ao antigo “Hotel Cassino da Pedra Redonda”, atualmente sede campestre da Sociedade de Engenharia do Rio Grande do Sul.
O bairro recebeu esse nome em função do formato das rochas encontradas na orla. De fato, algumas dessas pedras foram extraídas para a construção do Cais Mauá.
As pessoas costumavam aproveitar a praia em famílias inteiras, fazendo piqueniques e banhando-se em um Guaíba de águas limpas. Em vez de vestiários, havia barraquinhas amarradas em galhos de árvores, que lembravam cones, onde eles colocavam seus trajes de banho.

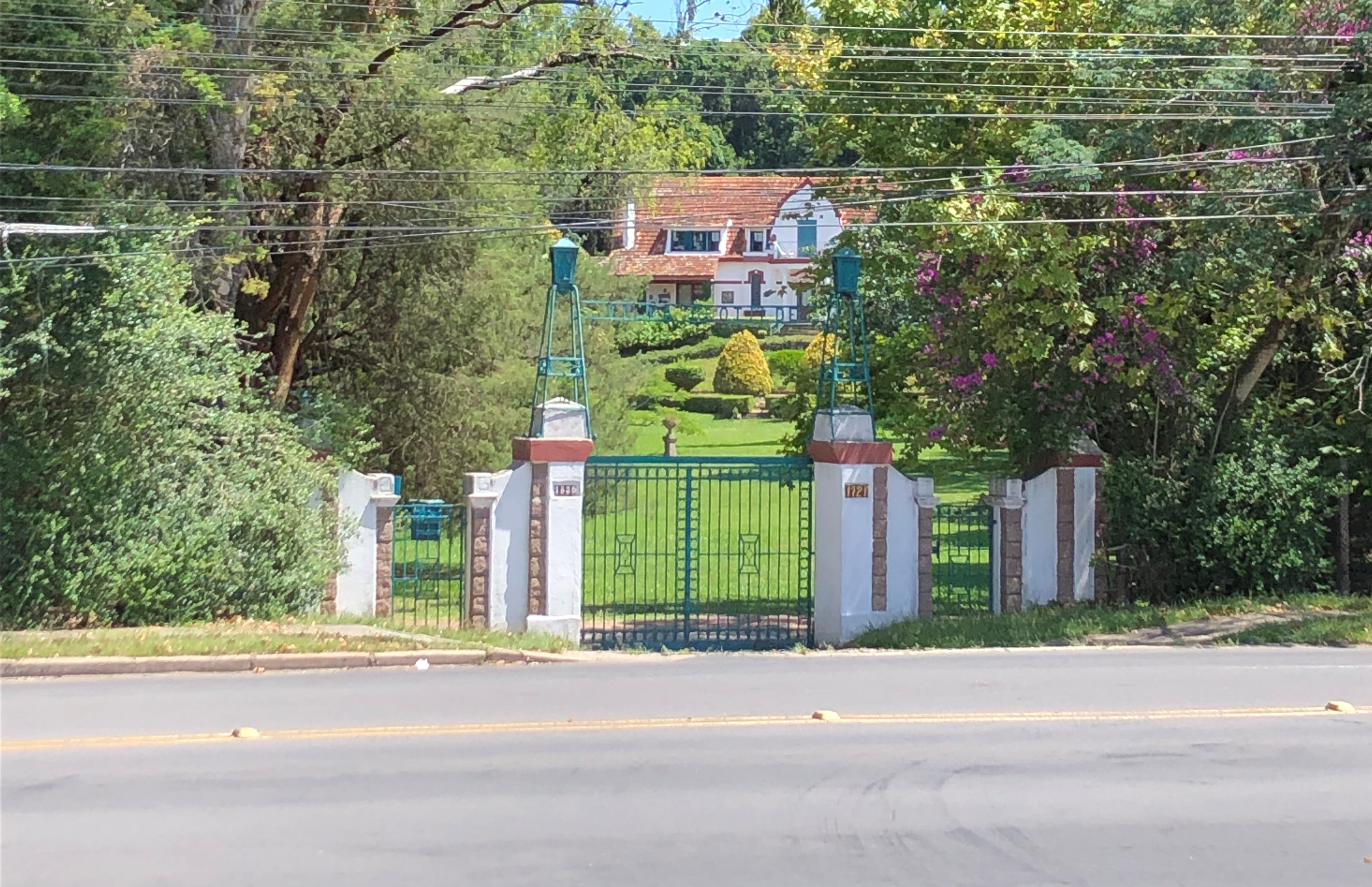
Villa Clotilde.

Data desta época ainda a chácara “Villa Clotilde”, cujo casarão se tornou conhecido como um dos cenários da primeira novela gravada no estado do Rio Grande do Sul: Pedra Redonda, 39. Filmada em 1965, a novela estrelou Tarcísio Meira e Glória Menezes, e seu título faz referência ao antigo endereço da mansão – a Estrada da Pedra Redonda corresponde à atual Avenida Coronel Marcos. Outro episódio envolvendo a mansão foi a visita para um chá, em 1931, da então primeira-dama brasileira, Darcy Vargas. A Villa Clotilde pertenceu ao rico comerciante Oscar Bastian e à sua esposa, Clotilde. A única filha deles, Lya Bastian Meyer, introduziu o balé no estado, tendo sido a primeira diretora de dança do Theatro São Pedro. Antes de ser parcialmente vendido, o terreno da chácara abrangia todo o Morro do Sabiá (de 41 metros de altura), a principal atração natural do bairro depois da própria orla. Hoje, o topo do Morro pertence ao Colégio Anchieta.

### Características atuais
Nos dias atuais, a Pedra Redonda é um bairro predominantemente residencial, um dos mais valorizados da cidade, que conta a presença de várias sedes campestres de associações e sociedades privadas e públicas. Progressivamente, muitos dos antigos chalés de madeira que existiram no início de sua história deram lugar a casas e a condomínios horizontais de alto padrão, situados em ruas bem arborizadas. O único senão do bairro talvez seja o espaço insuficiente para comércio, obrigando seus moradores a procurar por serviços em outros bairros, como Ipanema.
Diferentemente de seu passado, a praia da Pedra Redonda não é mais balneável, tampouco acessível ou segura. Fatores que contribuíram para isso foram a especulação imobiliária, a poluição e o longo descaso do Poder Público. Há placas instaladas pela prefeitura municipal alertando para o “perigo” das águas poluídas e advertindo que se trata de um “local impróprio para banho”. Na praia vê-se lixo acumulado. Além disso, os muros erguidos em propriedades em frente à orla do Guaíba fizeram-na ficar muito estreita e, em alguns pontos e durante certas épocas do ano, descontínua. Por causa disso, a conhecida Ponta dos Cachimbo, na Vila Conceição, não está mais conectada com o restante da praia da Pedra Redonda.

### Pontos de referência
Sedes campestres

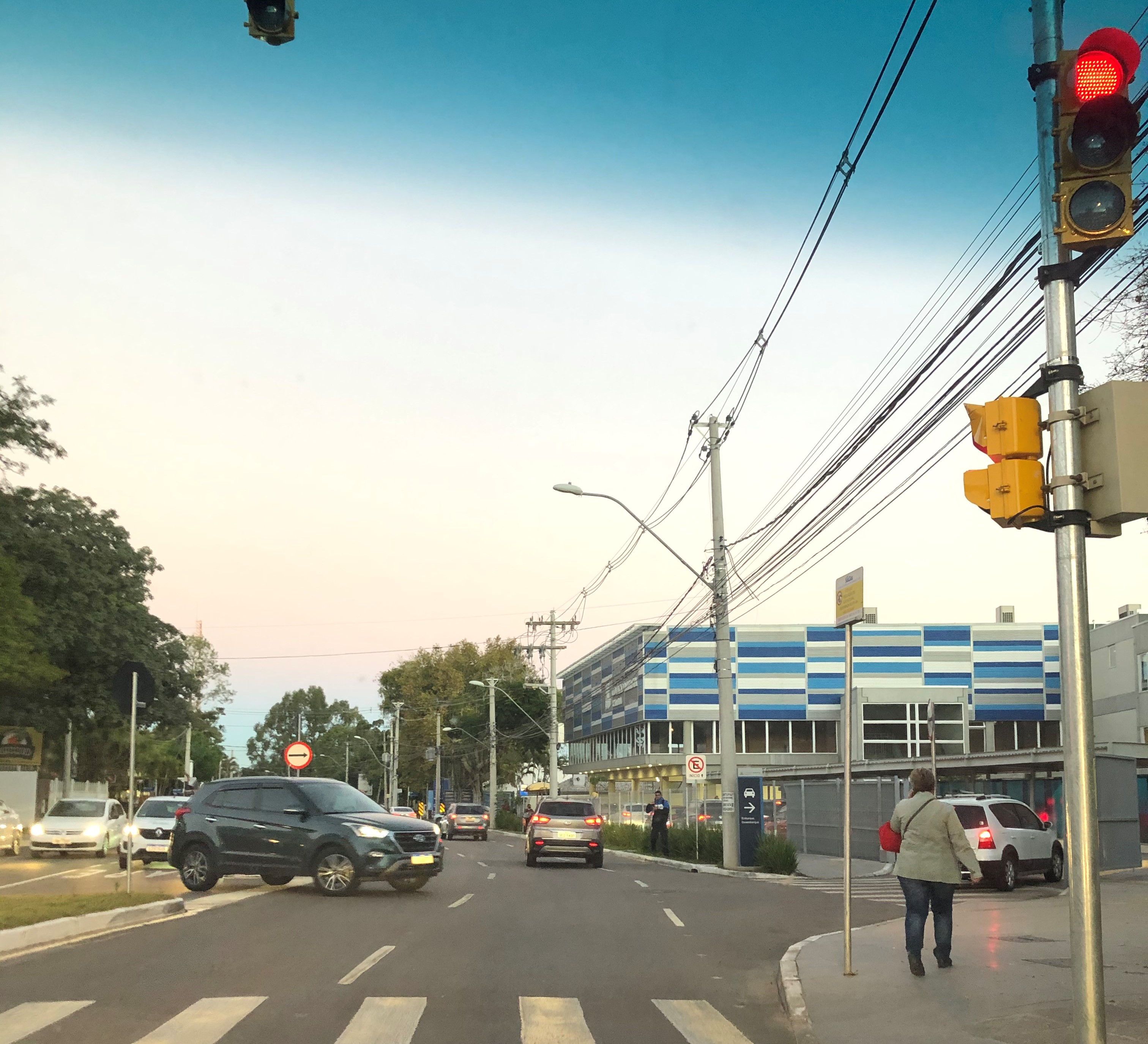
Colégio Marista Ipanema

- da Associação dos Servidores do Banco Central (ASBAC)
- da Associação do Pessoal da Caixa Econômica Federal do Rio Grande do Sul (APCEF/RS)
- da Sociedade de Engenharia do Rio Grande do Sul (SERGS)[2][3]
- do Morro do Sabiá[4]
- da Associação Atlética Banco do Brasil (AABB)[5][6]
- Sede antiga da Sociedade Floresta Aurora (Av. Coronel Marcos, 527).

Educação
- Colégio Marista Ipanema

## Limites atuais
Margem do rio Guaíba, da embocadura da Rua Professor Emílio Meier, até encontrar a Avenida Coronel Marcos, desta até a Rua Evaristo do Amaral, desta até encontrar o limite do Parque Natural do Morro do Osso, deste limite até encontrar a Rua David Francisco Maurício, desta até a Travessa Pedra Redonda, desta até a Avenida Coronel Marcos, por esta até encontrar a Rua Manoel Leão; desta até a margem do Guaíba e por esta até a embocadura da Rua Professor Emílio Meier. .